# Imre Németh
Imre Németh, madžarski atlet, 22. september 1917, Kassa, Madžarska (danes Košice, Slovaška), 18. avgust 1989, Budimpešta, Madžarska.
Németh je nastopil na poletnih olimpijskih igrah v letih 1948 v Londonu in 1952 v Helsinkih. Leta 1948 je osvojil naslov olimpijskega prvaka, leta 1952 pa je bil bronast. 14. julija 1948 je postavil svetovni rekord v metu kladiva s 59,02 m,  4. septembra 1949 ga je izboljšal na 59,57 m, 19. maja 1950 pa še na 59,88 m. Veljal je do leta 1952, ko ga je podrl Jozsef Csermak.